# Amt Föhr-Amrum
Das Amt Föhr-Amrum ist ein Amt im Kreis Nordfriesland in Schleswig-Holstein. Es umfasst die Gemeinden der beiden Inseln Amrum und Föhr. Sitz der Amtsverwaltung ist Wyk auf Föhr. Im Ort Nebel auf Amrum gibt es eine Außenstelle der Verwaltung.

## Amtsangehörige Gemeinden

Gemeindekarte des Amtes Föhr-Amrum

- Insel Amrum
  1. Nebel
  2. Norddorf auf Amrum
  3. Wittdün auf Amrum

- Insel Föhr
  1. Alkersum
  2. Borgsum
  3. Dunsum
  4. Midlum
  5. Nieblum
  6. Oevenum
  7. Oldsum
  8. Süderende
  9. Utersum
  10. Witsum
  11. Wrixum
  12. Wyk auf Föhr, Stadt

## Geschichte
Das Amt wurde am 1. Januar 2007 aus den Gemeinden der Ämter Amrum und Föhr-Land und der bis dahin amtsfreien Stadt Wyk auf Föhr gebildet.

## Wappen
Blasonierung: „In Blau ein silberner Schlangenbalken.“